# Lepisorus kuchenensis
Lepisorus kuchenensis là một loài thực vật có mạch trong họ Polypodiaceae. Loài này được (Y.C. Wu) Ching miêu tả khoa học đầu tiên năm 1933.